# Makarska
Makarska (wł. Macarsca) – miasto w południowo-wschodniej Chorwacji, w żupanii splicko-dalmatyńskiej, siedziba miasta Makarska. Leży w Dalmacji nad Morzem Adriatyckim, u podnóża masywu górskiego Biokovo będącego częścią Gór Dynarskich. Stanowi główny ośrodek Riwiery Makarskiej i największy chorwacki kurort turystyczny, położony 60 km na południowy wschód od Splitu oraz 140 km na północ od Dubrownika. W 2011 roku liczyło 13 426 mieszkańców. W mieście rozwinął się przemysł metalowy.

## Historia
W przeszłości znajdowała się tutaj rzymska osada, prawdopodobnie nazywana Muccurum. W VI w. została ona podbita przez Gotów, a następnie przez nich zniszczona. W późniejszych wiekach tutejsze tereny zdobyli Słowianie – traktowali miasto jako punkt strategiczny, z którego mogli atakować przepływające do Wenecji statki.
W kolejnych wiekach w Makarskiej rządzili królowie chorwacko-węgierscy, a w XV w. na tutejszych terenach pojawili się Turcy, którzy zostali stąd wypędzeni dopiero w 1646 r. za sprawą Wenecjan. Makarska była we władaniu Wenecjan, aż do 1797 r., kiedy nastąpił upadek Republiki Weneckiej. Wówczas te tereny zdobyli Habsburgowie.
Nazwa Makarska została wzmiankowana po raz pierwszy w 1502 r., a pochodzi od słowa „Makra” – najstarszej osady na tej części dalmatyńskiego wybrzeża, niegdyś stolicy jednego z trzech regionów Księstwa Neretwiańskiego.
Miasto zostało poważnie zniszczone w trakcie II wojny światowej. Część zabudowy, która ocalała podczas wojny, ucierpiała podczas trzęsienia ziemi w 1962 r. W kolejnych latach Makarska była sukcesywnie odbudowywana i rozbudowywana, a obecnie jest to jeden z najważniejszych ośrodków turystycznych w kraju.

## Zabytki
- Klasztor franciszkański z 1614 r. (z kolekcją muszli)
- Muzeum Miejskie – wystawia eksponaty etnograficzne, archeologiczne i historyczne związane z miastem
- Katedra św. Marka z 1756 r. na placu Kačić Miošicia (na placu przed kościołem stoi pomnik o. Andriji Kačić Miošicia z 1890 r. i barokowa fontanna)

## Turystyka
Makarska należy do najcieplejszych miejscowości w Chorwacji. Występuje tu typowy klimat śródziemnomorski – gorące i suche lato oraz łagodna zima z dużą liczbą dni deszczowych. Rocznie notuje się tutaj ponad 2700 godzin słonecznych. Średnia temperatura roczna wynosi 20 °C, zaś średnia latem waha się pomiędzy 23 °C, a 27 °C.
Rozkwit masowej turystyki w jej okolicach nastąpił na przełomie lat 60. i 70. XX wieku, a miał związek z wybudowaniem w 1965 roku drogi krajowej ze Splitu do Dubrownika – tzw. Magistrali Adriatyckiej (obecna droga krajowa nr D8). Do dzisiaj stanowi ona główną drogę kołową prowadzącą do miasta, lecz utraciła status międzynarodowej trasy E65 na rzecz – otwartego 22 grudnia 2008 – 40-kilometrowego odcinka autostrady A1 Šestanovac – Ravča.
Miasto posiada dwa nadmorskie bulwary, wysadzane palmami i otoczone punktami gastronomiczno-handlowymi, a także półtorakilometrową, kamienistą plażę w zatoce Donja Luka. W płytkich wodach występują jeżowce. Plaże ze względu na małą szerokość są bardzo tłoczne, jednak ich długość pozwala na znalezienie miejsca o dowolnej porze dnia. Przy niewielkiej zatoce na peryferiach znajduje się kamienista plaża naturystyczna.
W mieście funkcjonuje znaczna liczba pensjonatów oraz hoteli. Pensjonaty oferujące pokoje (chor. „sobe”) są wyraźnie oznaczone tabliczką umieszczoną na budynku. W przekroju całego sezonu liczba turystów w Makarskiej przekracza 100 tysięcy.
Mimo bogatego nocnego życia, miasto charakteryzuje się stosunkowo wysokim poziomem bezpieczeństwa i niskim ryzykiem kradzieży. Makarska słynie z klubów, pubów i dyskotek (wiele z nich organizowanych jest na świeżym powietrzu). W czasie wakacji odbywają się tutaj również liczne imprezy kulturalne.
W marinie zacumowanych jest wiele jachtów. Można w niej znaleźć połączenia promowe na pobliskie wyspy: Hvar i Brač, bądź skorzystać z rejsu statkiem w kierunku ujścia rzeki do morza, gdzie miesza się woda słodka i słona.

## Populacja miasta
| Liczba mieszkańców osiedla/osady miejskiej Makarska | Liczba mieszkańców osiedla/osady miejskiej Makarska | Liczba mieszkańców osiedla/osady miejskiej Makarska | Liczba mieszkańców osiedla/osady miejskiej Makarska | Liczba mieszkańców osiedla/osady miejskiej Makarska | Liczba mieszkańców osiedla/osady miejskiej Makarska | Liczba mieszkańców osiedla/osady miejskiej Makarska | Liczba mieszkańców osiedla/osady miejskiej Makarska | Liczba mieszkańców osiedla/osady miejskiej Makarska | Liczba mieszkańców osiedla/osady miejskiej Makarska | Liczba mieszkańców osiedla/osady miejskiej Makarska | Liczba mieszkańców osiedla/osady miejskiej Makarska | Liczba mieszkańców osiedla/osady miejskiej Makarska | Liczba mieszkańców osiedla/osady miejskiej Makarska | Liczba mieszkańców osiedla/osady miejskiej Makarska | Liczba mieszkańców osiedla/osady miejskiej Makarska |
| --------------------------------------------------- | --------------------------------------------------- | --------------------------------------------------- | --------------------------------------------------- | --------------------------------------------------- | --------------------------------------------------- | --------------------------------------------------- | --------------------------------------------------- | --------------------------------------------------- | --------------------------------------------------- | --------------------------------------------------- | --------------------------------------------------- | --------------------------------------------------- | --------------------------------------------------- | --------------------------------------------------- | --------------------------------------------------- |
| 1857                                                | 1869                                                | 1880                                                | 1890                                                | 1900                                                | 1910                                                | 1921                                                | 1931                                                | 1948                                                | 1953                                                | 1961                                                | 1971                                                | 1981                                                | 1991                                                | 2001                                                | 2011                                                |
| 1.963                                               | 2.093                                               | 2.193                                               | 2.379                                               | 2.456                                               | 2.720                                               | 2.720                                               | 2.834                                               | 2.851                                               | 3.096                                               | 4.164                                               | 6.845                                               | 9.342                                               | 11.743                                              | 13.381                                              | 13.426                                              |

| Liczba mieszkańców osiedla/osady miejskiej Veliko Brdo | Liczba mieszkańców osiedla/osady miejskiej Veliko Brdo | Liczba mieszkańców osiedla/osady miejskiej Veliko Brdo | Liczba mieszkańców osiedla/osady miejskiej Veliko Brdo | Liczba mieszkańców osiedla/osady miejskiej Veliko Brdo | Liczba mieszkańców osiedla/osady miejskiej Veliko Brdo | Liczba mieszkańców osiedla/osady miejskiej Veliko Brdo | Liczba mieszkańców osiedla/osady miejskiej Veliko Brdo | Liczba mieszkańców osiedla/osady miejskiej Veliko Brdo | Liczba mieszkańców osiedla/osady miejskiej Veliko Brdo | Liczba mieszkańców osiedla/osady miejskiej Veliko Brdo | Liczba mieszkańców osiedla/osady miejskiej Veliko Brdo | Liczba mieszkańców osiedla/osady miejskiej Veliko Brdo | Liczba mieszkańców osiedla/osady miejskiej Veliko Brdo | Liczba mieszkańców osiedla/osady miejskiej Veliko Brdo | Liczba mieszkańców osiedla/osady miejskiej Veliko Brdo |
| ------------------------------------------------------ | ------------------------------------------------------ | ------------------------------------------------------ | ------------------------------------------------------ | ------------------------------------------------------ | ------------------------------------------------------ | ------------------------------------------------------ | ------------------------------------------------------ | ------------------------------------------------------ | ------------------------------------------------------ | ------------------------------------------------------ | ------------------------------------------------------ | ------------------------------------------------------ | ------------------------------------------------------ | ------------------------------------------------------ | ------------------------------------------------------ |
| 1857                                                   | 1869                                                   | 1880                                                   | 1890                                                   | 1900                                                   | 1910                                                   | 1921                                                   | 1931                                                   | 1948                                                   | 1953                                                   | 1961                                                   | 1971                                                   | 1981                                                   | 1991                                                   | 2001                                                   | 2011                                                   |
| 212                                                    | 238                                                    | 255                                                    | 311                                                    | 385                                                    | 418                                                    | 418                                                    | 438                                                    | 391                                                    | 401                                                    | 386                                                    | 276                                                    | 214                                                    | 215                                                    | 335                                                    | 408                                                    |

## Galeria

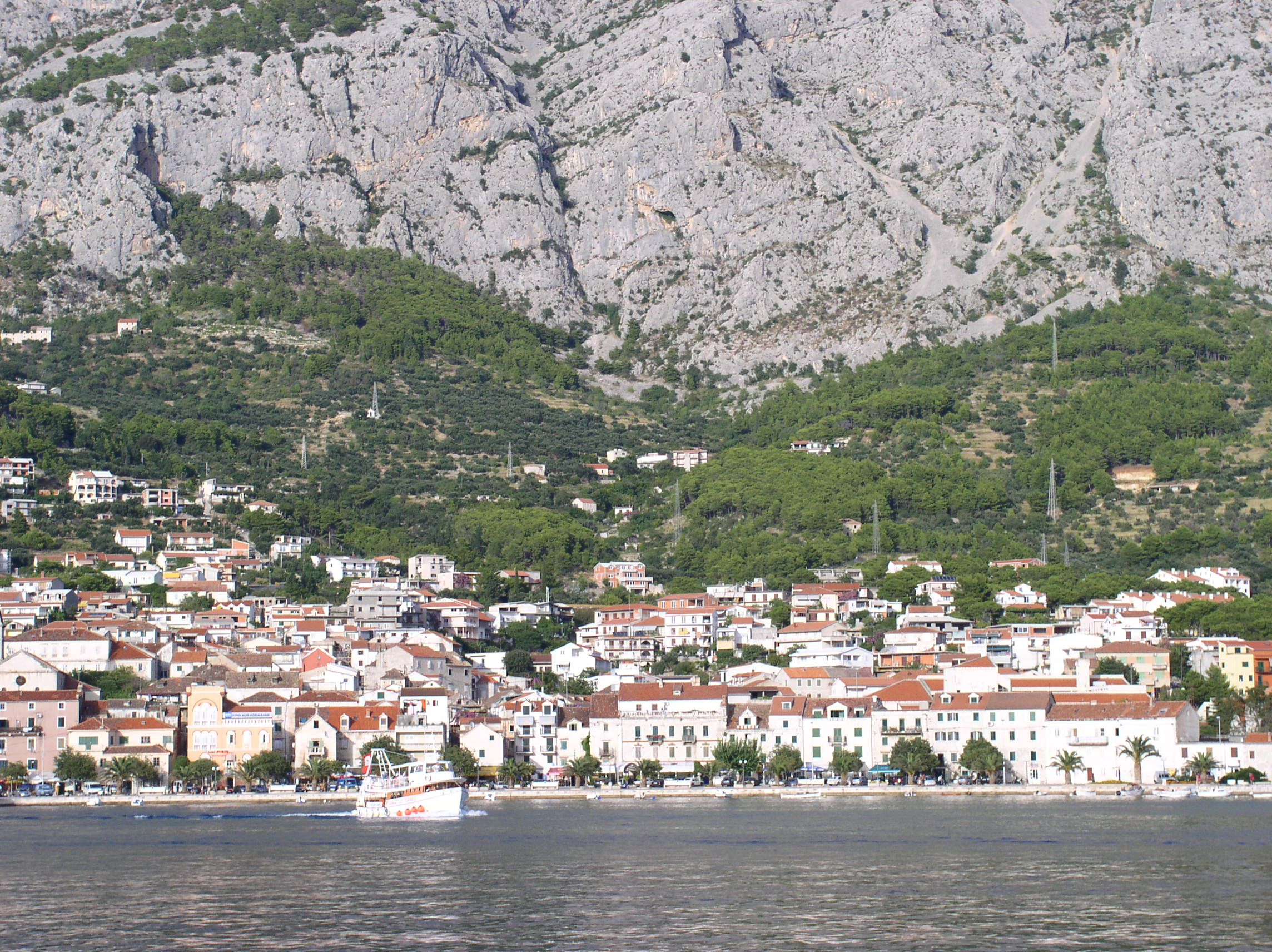
Panorama od strony morza
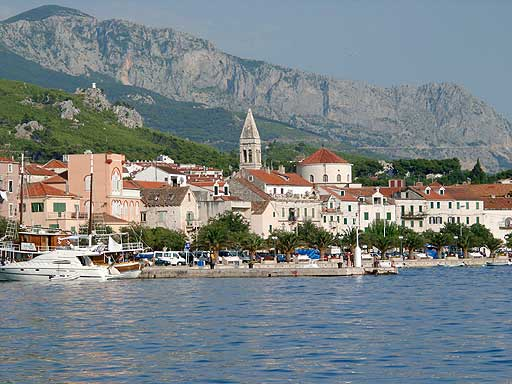
Starówka
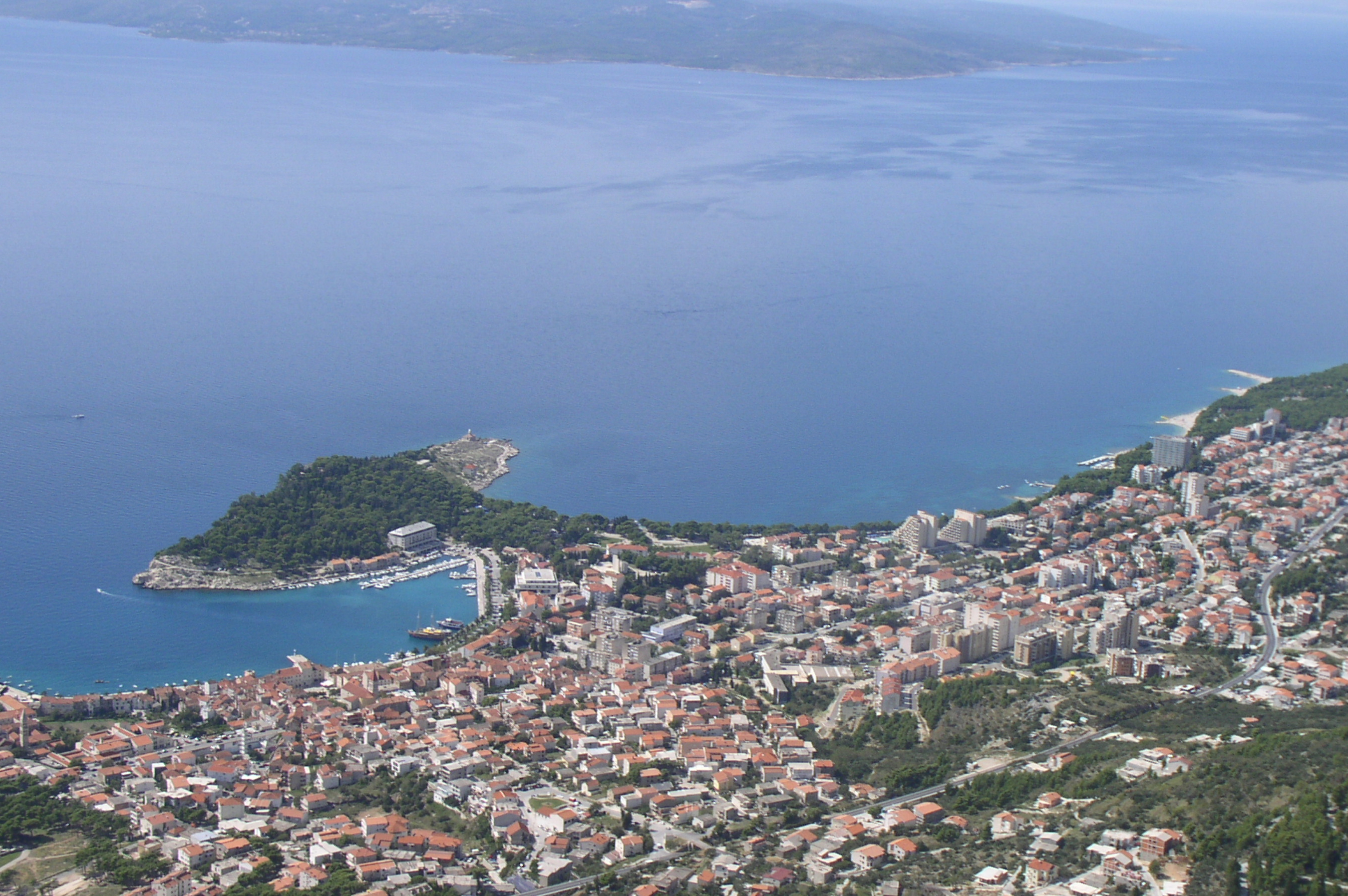
Widok z gór Biokovo
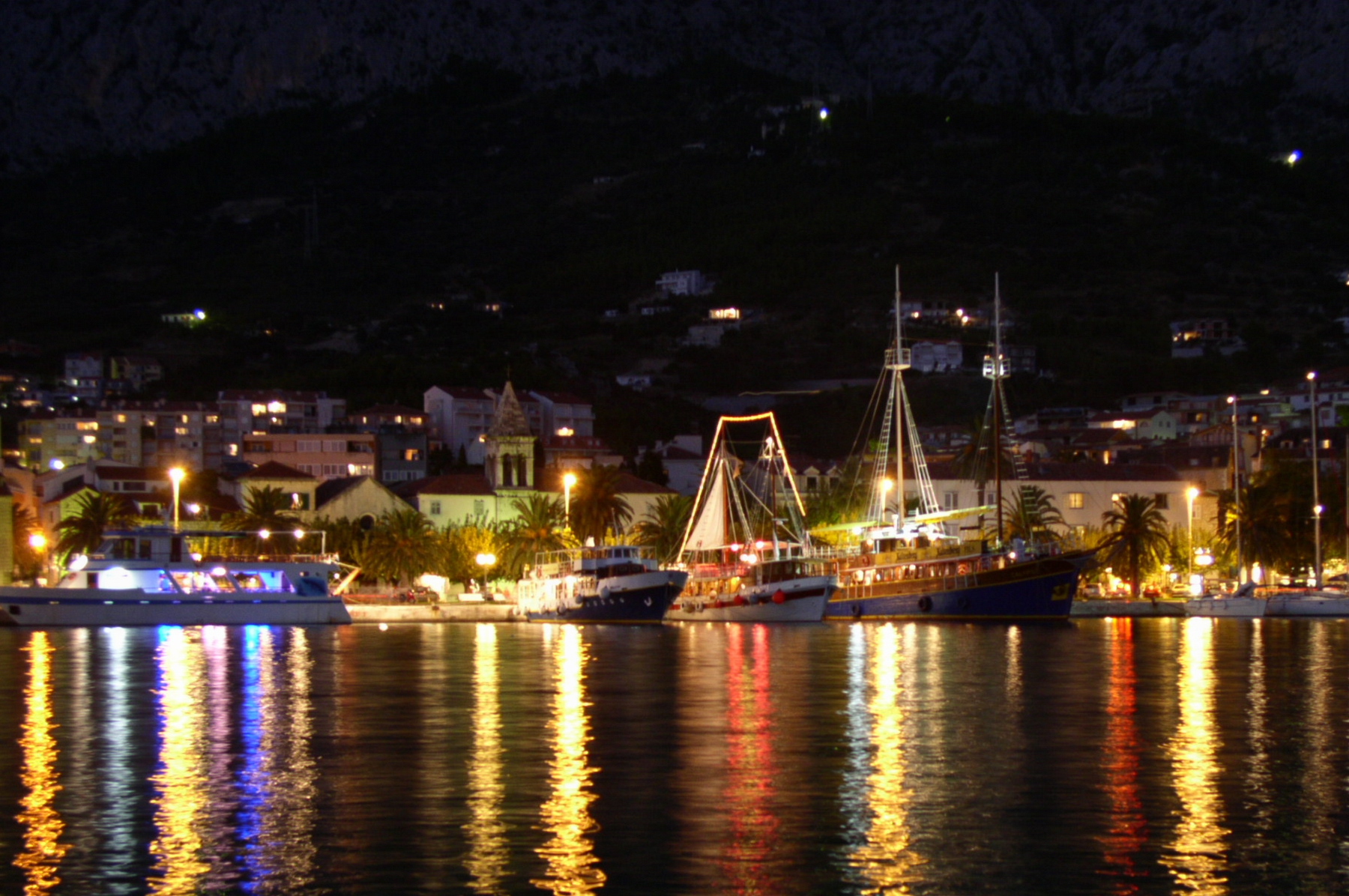
Widok na port
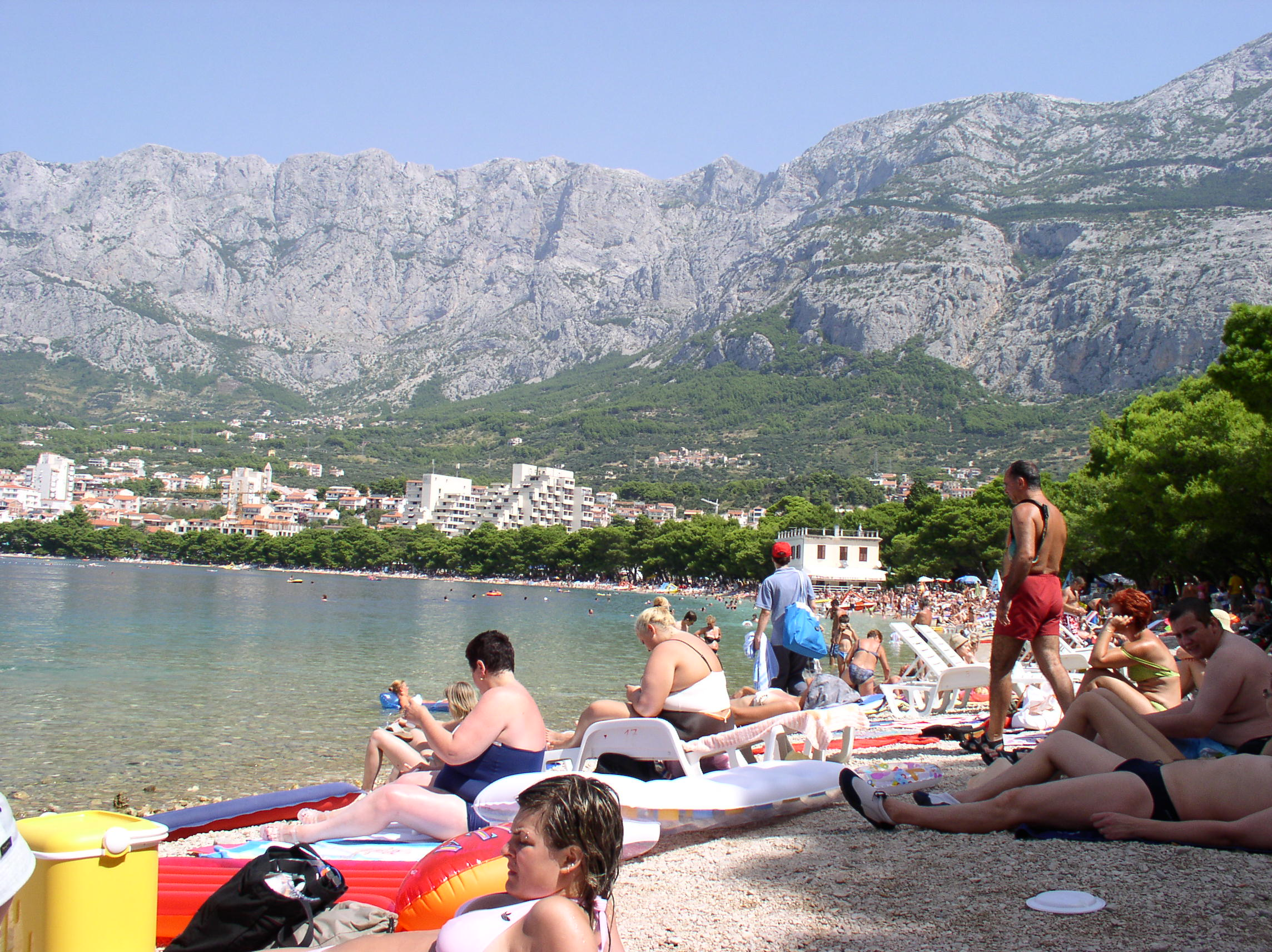
Plaża
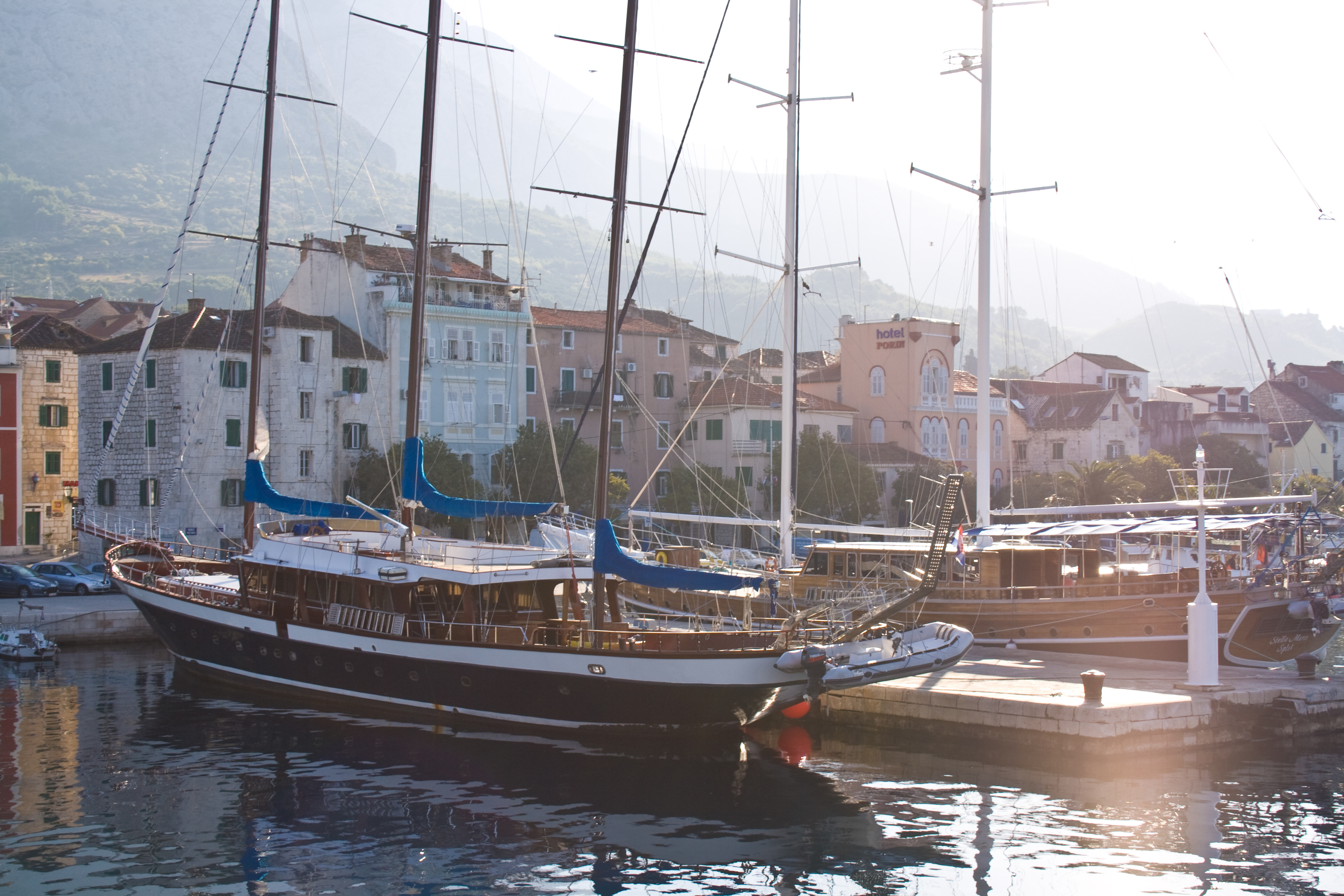
Port jachtowy
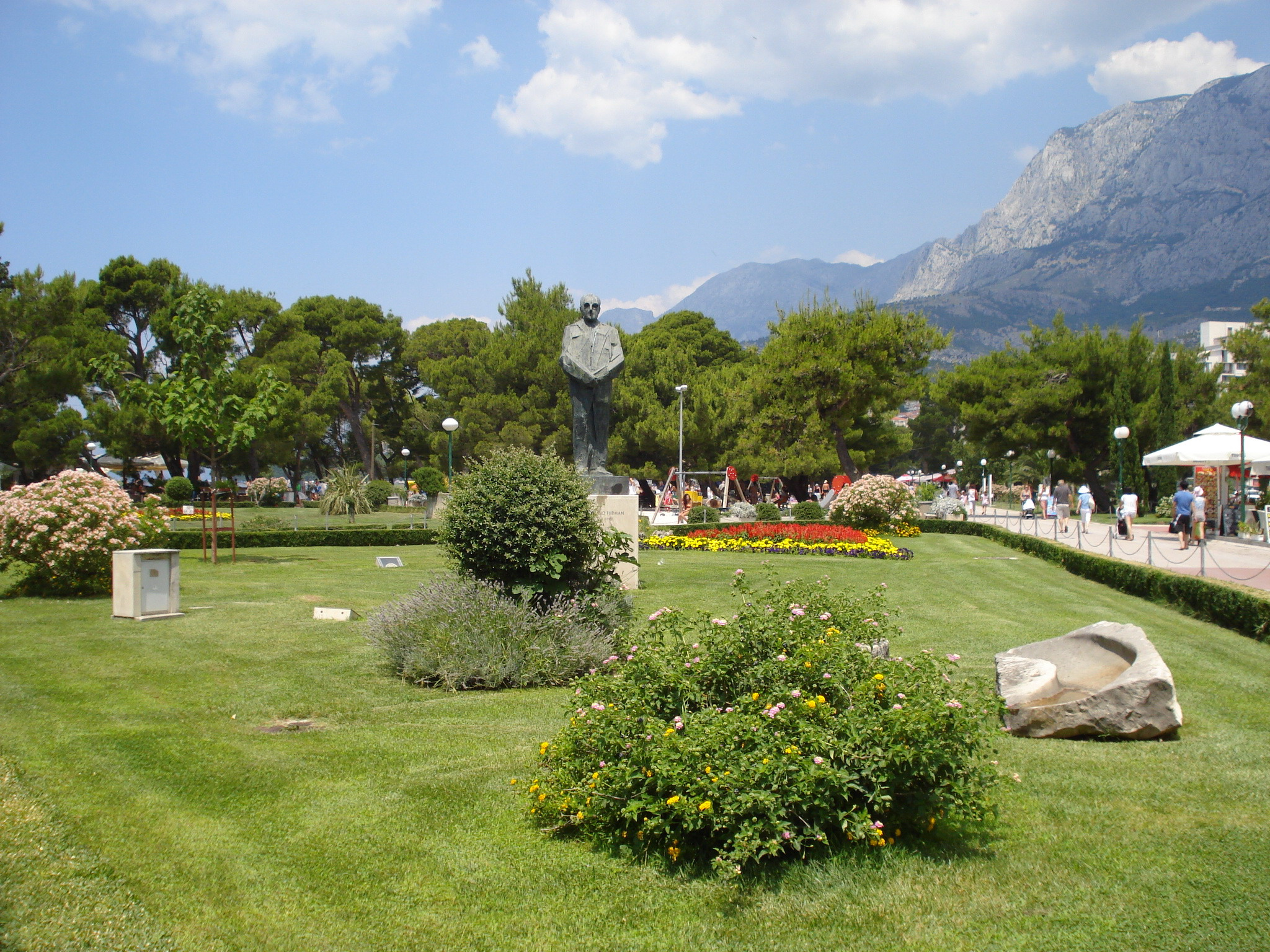
Park Franjo Tuđmana